# 余市臨港軌道
余市臨港軌道（よいちりんこうきどう）は、かつて北海道余市町の町内を通っていた軌道路線、およびその運営会社である。

## 概要
余市の歴史は古く、江戸時代には松前藩による和人とアイヌの交易の場が作られていた。1869年（明治2年）に余市町が開基して開拓使の出張所が置かれ、海に面しながら後背地をも持つ条件を活かし、果樹栽培や漁業で賑わった。余市町の町勢は興隆し、1920年（大正9年）第1回国勢調査では町の人口が1万6800人を数えるまでになった。
この間、1902年（明治35年）に後の函館本線となる北海道鉄道線が開通、余市駅が開設されたが、線形の制約により駅の位置は街の中心や港と離れており、不便を来していた。
1926年（大正15年）、札幌や函館、旭川、それに地元余市の有力者が中心となって北海道鉄道軌道の軌道敷設特許を申請した。これは余市駅と市街地の沢町を結ぶ本線と、浜中で分岐し大川町へ向かう支線を含む全長1マイル73チェーン、1067mm軌間の電気軌道であり、電動客車と電気機関車を用いる計画であった。1929年（昭和4年）に特許を得、翌1930年（昭和5年）に余市電鉄が設立されて事業を進めた。
ところが、余市駅付近の併用軌道敷設が安全性への不安を理由に地元住民より反対され、この区間を専用軌道に変更することになり、建設費がかさんだのに加えて、不漁と冷害、金融恐慌が重なって資金が集まらず社業は頓挫、申請していた電車の設計認可願を取下げる事態となった。
余市電鉄から工事と車両調達を請け負っていた東京の鉄道用品ブローカー・小島栄次郎工業所は、参画していたこの事業の中絶を防ぐため（資金回収ができなくなるおそれがあった）、幹部である小島豊三の名義で軌道敷設権を譲受け、新たな法人の「余市臨港軌道」を設立した。このため、余市臨港軌道株式会社の名目上の本社は、東京市麹町区（当時）の小島栄次郎工業所内に置かれていて実質的には小島工業所と一体であり、軌道を運行する余市町の現場側は「営業所」とされた。
同社は余市駅から浜余市に至る2.75kmの軌道を建設し、1933年（昭和8年）5月10日に開業した。この間、電気に加えて蒸気とガソリンの動力併用を認可され、開業時にはガソリン機関車1両と2軸ガソリン客車2両を用いた。1935年（昭和10年）には冬期に運行したいとの理由で蒸気動車を大阪電気軌道より譲り受けて使用した。結局最後まで電化されることはなく（1937年申請で電気動力の認可を廃止）、蒸気・ガソリン動力のみで運行された。
沿線に移設された余市青果魚市場への引込線が1937年（昭和12年）に設置されると貨物輸送は増加したが、最盛期でも年間旅客数は5万人余り、貨物は5500トン余りと振わなかった。
このため、冬期の軌道休業時に限定して運行認可を得ていた乗合自動車を通年運行とし、併行する自動車事業を買収することで自動車専業の会社として再生する道を選び、開業からわずか7年の1940年（昭和15年）に軌道は廃止となった。
商号を余市臨港バスに変更しバス専業となったが、1942年（昭和17年）10月12日に発表された北海道における旅客自動車運輸事業統合要綱（いわゆる戦時統合）により、1943年（昭和18年）3月1日付で北海道中央乗合自動車（現・北海道中央バス）へ譲渡した。

## 路線データ
- 路線距離（営業キロ）：2.75km
- 軌間：1067mm
- 駅数：7駅
- 複線区間：なし（全線単線）
- 電化区間：なし（全線非電化）
- 閉塞方式：タブレット閉塞式
- 根拠法：軌道法

## 運行形態
1933年7月1日改正当時
- 旅客列車本数：日18往復（6-21時台に毎時0-2往復）
- 所要時間：全線11分
- 冬期は原則として営業休止

## 歴史
- 1926年（大正15年）7月7日：北海道鉄道軌道が余市駅と余市市街地（沢町）とを結ぶ電気軌道の敷設特許申請[3]
- 1929年（昭和4年）2月8日：北海道鉄道軌道に軌道敷設特許状下付[4]
- 1930年（昭和5年）2月4日：余市電鉄設立（2月7日登記）[5]
- 1932年（昭和7年）
  - 10月19日：前年8月25日申請の車両設計認可願（電動客車3、有蓋電動貨車1）を社業頓挫を理由に取下げ[6]
  - 10月25日：余市 - 蘭島間5.2km軌道敷設願却下（申請：1930年4月1日）[7]
  - 12月27日：余市臨港軌道への軌道敷設権譲渡許可（申請：1932年7月30日）[8]
  - 12月28日：余市臨港軌道設立（登記1933年2月16日）[9]
- 1933年（昭和8年）
  - 1月24日：起業目論見書変更認可（余市駅付近を専用軌道、蒸気、ガソリン動力併用、区間を余市駅 - 山唯町間3.13kmに）[10]
  - 5月10日：余市 - 浜余市間2.75km開業（余市起点2.54kmより先は仮線）
- 1935年（昭和10年）12月14日：蒸気動車譲受認可（大阪電気軌道より譲受、申請：1934年1月17日）[11]
- 1937年（昭和12年）6月24日：電気動力廃止認可（申請：1937年3月12日）
- 1938年（昭和13年）1月13日：余市市場駅を市場余市駅に改称届出[12]
- 1939年（昭和14年）
  - 6月7日：蒸気動車譲渡届（小湊鉄道に譲渡）
  - 7月15日：工事方法変更認可（余市築港完成に伴い2.54 - 2.75kmの仮線を本線とし、2.54 - 3.13kmを起業廃止、申請：1936年8月11日）
- 1940年（昭和15年）
  - 1月29日：軌道運輸事業廃止許可（申請：1939年8月25日）
  - 7月25日：廃止実施[13]。余市臨港バスと社名変更しバス事業者に転換[2]。
- 1943年（昭和18年）3月1日：北海道中央乗合自動車（現・北海道中央バス）へ事業譲渡[14]。

## 駅一覧
余市駅 - 黒川町駅 - 市場余市駅 - 余市橋駅 - 警察前駅 - 浜中町駅 - 浜余市駅

## 接続路線
- 余市駅：国有鉄道函館本線

## 輸送・収支実績
| 年度 | 乗客（人） | 貨物量（トン） | 営業収入（円） | 営業費（円） | 益金（円） | その他益金（円） | その他損金（円）      | 支払利子（円） | 道庁補助金（円） |
| ---- | ---------- | -------------- | -------------- | ------------ | ---------- | ---------------- | --------------------- | -------------- | ---------------- |
| 1933 | 92,268     | 716            | 8,198          | 7,727        | 471        |                  |                       | 2,127          |                  |
| 1934 | 84,292     | 619            | 8,403          | 14,435       | ▲ 6,032    |                  |                       | 3,330          |                  |
| 1935 | 49,245     | 741            | 6,185          | 11,923       | ▲ 5,738    |                  | 雑損償却金4,085運送42 |                |                  |
| 1936 | 53,135     | 1,360          | 6,375          | 9,451        | ▲ 3,076    |                  | 運送17                | 4,840          |                  |
| 1937 | 49,680     | 2,263          | 7,621          | 11,110       | ▲ 3,489    | 運送6            | 雑損565自動車2,449    | 2,785          | 13,892           |

- 鉄道統計資料、鉄道統計各年度版

## 車両
余市臨港軌道を設立した小島栄次郎工業所は車両ブローカーを営んでいたため、自社の手により10トンガソリン機関車1両 (1) と半鋼製ガソリン気動車2両（キハ101・102）を準備した。ガソリン機関車は中古、気動車は新車であった。
ガソリン機関車1号
1933年4月、小島栄次郎工業所製、運転整備重量9.7t、キャタピラー社製4気筒エンジン（以上、竣功図による）。設計認可は1933年3月23日。米国ミルウォーキー (Milwaukee) 製ガソリン機関車の再生品と思われるが、蒸気機関車の煙突を模したような排気筒がつけられるなど、特異な形態をしていた。
2軸ガソリン動車キハ101、102
1933年4月、小島栄次郎工業所製と竣功図にあるが、実際には小島から下請けした松井車輛製作所により1932年製造。設計認可はガソリン機関車と同じ1933年3月23日。前部に荷台を持つ2軸半鋼製ガソリン動車、定員34名（座席20立席14）。機関は中古品を調達したため日本の気動車では珍しいベルセーム4気筒 (5.5L 36HP/1,500rpm) を搭載していたが老朽化しており、のち1937年、同排気量・同気筒数ながら汎用性の高いブダ (Buda) 社製「Buda-KTU」(43HP/2,000rpm) に換装された。名目上は旅客専用だったが、貨車牽引を目論んでいたらしく、自動連結器を装備。軌道廃止後、エンジンと運転室を撤去して客室扉を増設し、荷台を付けたままの客車として北陸鉄道に売却され、石川線や小松線で戦後まで使用された。（ガソリンカー写真）
ボギー蒸気動車キハ1
1909年、汽車製造製の工藤式蒸気動車。汽車会社初の蒸気動車として奈良県の初瀬軌道に納入された4両のうちのトップナンバーで、同社の後身の長谷鉄道が1928年に大阪電気軌道と合併した後に余市臨港軌道が譲受けた。設計認可は1935年12月14日。定員70名（座席36立席34）。余市での運用は短期間で、1939年6月7日付で小湊鉄道への譲渡届が出されている。
木製2軸有蓋緩急車ワフ1
1914年天野工場製。蒸気動車に牽引させるべく、富南鉄道ワフ1を譲受けたもの。設計認可は1935年3月20日。自重5.5t、荷重7t。余市臨港軌道廃止後、明治鉱業庶路炭鉱専用鉄道に売却された。
なお当初の計画により車両は完成していた。これらは10年以上保管されたのち電動貨車は西鉄築港線9（→1014→803）となり、電車は静岡鉄道清水軌道線15-17となったと推定される。

## バス事業
1940年（昭和15年）7月より余市駅前 - 大川町 - 浜中町 - 水産試験場前間の4.5 kmを運行。車両はフォード11人乗り1台、シボレー15人乗りと17人乗り各1台を用い、1日10往復設定された。
事業譲渡の際、「国策に応じて軌道を廃しバス代行運転としたもので、赤字ながらも軌道の運賃をそのまま据え置いている。この点について配慮賜りたい」旨の「特殊事情に対する希望」を添付した。